# Covid-19-pandemin i Finland

Tidslinje över Covid-19-utbrottet i Finland: antal test, nya fall, på sjukhus, i intensivvård, respektive döda; logaritmisk skala.

Covid-19-pandemin i Finland är del av den globala pandemin av sjukdomen covid-19, som orsakas av viruset sars-cov-2. Det första fallet i Finland bekräftades 29 januari 2020, en kinesisk turist från Wuhan som besökte Ivalo. Det första dödsfallet rapporterades 21 mars 2020. 26 april hade 80 300 personer testats, och 4 576 personer hade bekräftats smittade. Totalt hade då 190 personer avlidit.
16 mars 2020 utlyste Statsrådet och Finlands president Sauli Niinistö undantagstillstånd. 30 mars förlängdes undantagsreglerna till 13 maj. Mellan 28 mars och 15 april var dessutom landskapet Nyland, där Helsingfors ligger, isolerat från övriga landet, och poliser kontrollerade landskapets gränser. 15 april hävdes dessa restriktioner för att de då saknade rättslig grund, men den finska regeringen uppmanade landets medborgare att fortsätta att undvika resor runtom i landet.
Efter en lugn sommar, i slutet av vilken de flesta restriktioner upphörde, började incidensen åter stiga exponentiellt efter semestrarna och restriktioner återinfördes. Genom alfavarianten kom en tredje våg på vintern, och med ökat resande en fjärde våg, med deltavarianten, under sommaren. I september 2021 började incidensen sjunka, då en majoritet av befolkningen var vaccinerad. Efter att omikronvarianten tagit över ökade spridningen av Covid-19 snabbt i Finland vintern 2021-2022.

## Smittspridning
Det första fallet av Covid-19 i Finland bekräftades 29 januari 2020. Det rörde sig om en 32-årig kinesisk kvinna från Wuhan som sökte sjukvård i Ivalo, och som testades positivt för sars-cov-2. Hon sattes i karantän i Lapplands centralsjukhus. Kvinnan tillfrisknade och släpptes 5 februari efter att ha testats negativt två dagar i följd. Det andra fallet bekräftades 26 februari, och var en finsk kvinna som besökt Milano och rest tillbaka 22 februari. 1 mars sattes 130 personer, bland annat studenter vid Helsingfors universitet, i karantän efter att ha varit nära en person som diagnostiserats med Covid-19. 12 mars diagnostiserades en anställd vid ett sjukhus i Helsingfors med Covid-19.
13 mars 2020 rapporterade Institutet för hälsa och välfärd (THL) att Finland, med 156 bekräftade fall, var nära nivån för en epidemi. I flera finska regioner begränsade man laboratorietester av misstänkta fall. Allmänheten uppmanades att inte besöka hälso- och sjukvården, och att stanna hemma även vid milda symptom.
21 mars 2020 rapporterades det första dödsfallet, en äldre person i Helsingfors. 23 mars rapporterades det att den tidigare presidenten Martti Ahtisaari fått sjukdomen, liksom hans fru Eeva Ahtisaari.
Smittspridningen minskade under våren och sommaren 2020 och de flesta begränsningar hävdes under sommaren. En andra våg började i augusti med exponentiell ökning av smittofallen; prevalensen 25 nya fall under en tvåveckorsperiod per 100 000 invånare nåddes i början av oktober. Begränsningar återinfördes, denna gång som rekommendationer eller med stöd i den delvis förnyade smittskyddslagstiftningen, utan att undantagstillstånd deklarerats. Striktare åtgärder tillämpades i vissa områden. Antalet nya fall ökade fortfarande i november och Finland drabbades sedan av en tredje våg, driven av alfa-varianten, med som mest 19000 smittade i mars 2021. Smittspridningen var betydligt lägre än i Sverige vilket också avspeglas i antalet dödsfall.
En fjärde våg kom sommaren 2021 som resultat av ökat resande. EM i fotboll blev inledningen till att deltavarianten spreds i landet. Hundratals finländare reste till S:t Petersburg för att se Finlands EM-match i fotboll som spelades där i slutet av juni. Över 480 av EM-resenärerna testades positivt efter att de återvände hem. I september hade största delen av befolkningen blivit vaccinerad och de bekräftade fallen av Covid-19 började minska. Statistiken är inte helt jämförbar, då de vaccinerade sällan får svårare symptom och fullt vaccinerade av en del auktoriteter uppmanades att inte låta testa sig annat än vid svåra symptom eller befogad misstanke om Covid-19-smitta. Från oktober lindrades rekommendationen om munskydd och avskaffades restriktionen på evenemangs deltagarantal.

## Åtgärder och rekommendationer våren 2020

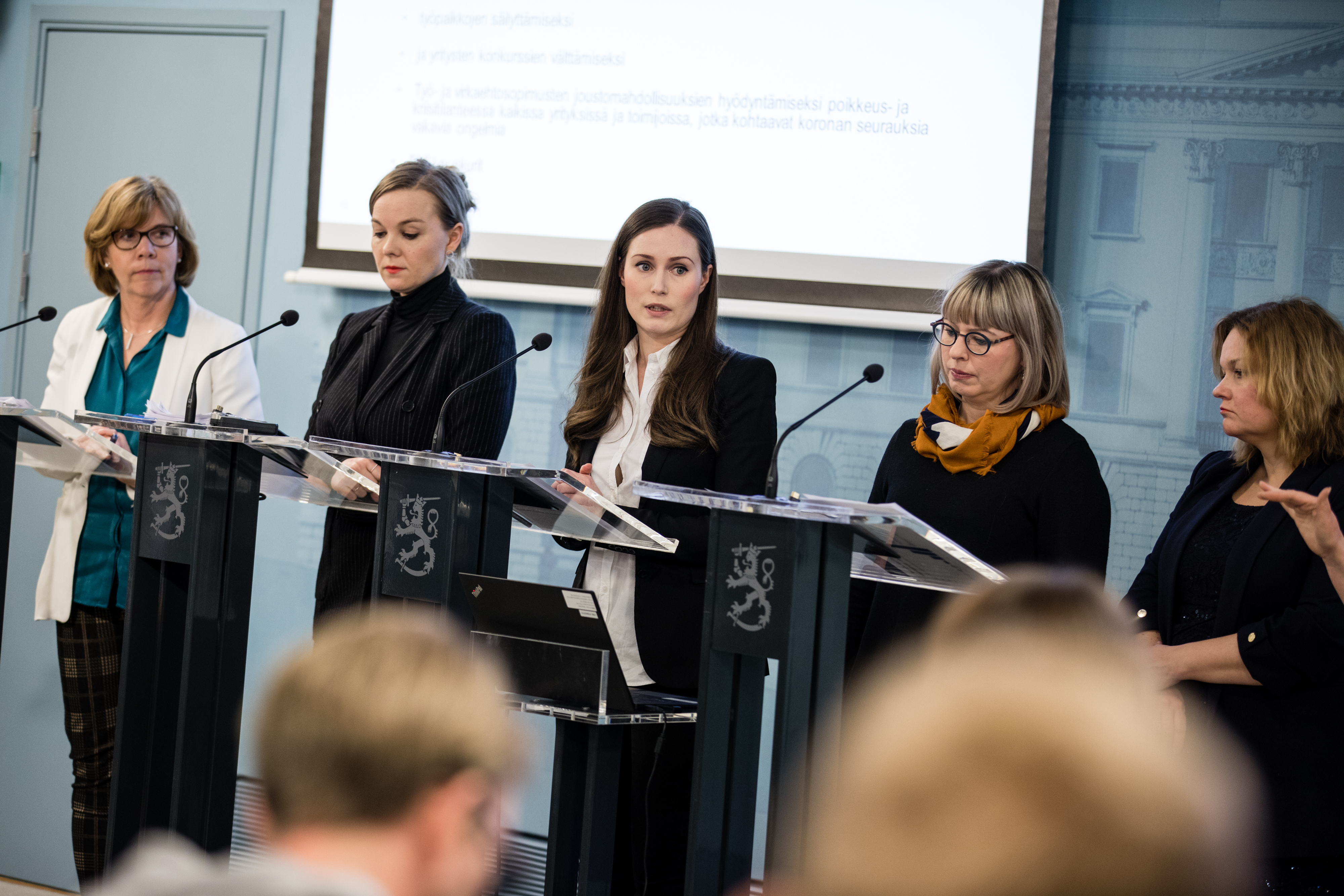
Finlands statsminister Sanna Marin tillsammans med andra regeringsrepresentanter utlyser undantagstillstånd 16 mars 2020.

Den 27 januari 2020 avrådde Utrikesministeriet i Finland medborgare från icke-nödvändiga resor till Hubei i Kina. Den 28 januari tillkännagav Finnair att man skulle ställa in flygen till Nanjing och Peking Daxing internationella flygplats, åtminstone till slutet av mars (tidigare fem flyg i veckan).
I mitten av mars rekommenderades allmänheten att stanna hemma redan vid milda symptom. 16 mars utlyste Finlands regering tillsammans med Finlands president undantagstillstånd med anledning av Covid-19. Vid det fillfället hade man diagnostiserat 272 personer med Covid-19, men antalet troddes vara åtminstone 20–30 gånger högre. Undantagstillståndet gällde också på Åland.
I samband med undantagstillståndet infördes följande åtgärder 16 mars 2020, då med preliminärt slutdatum 13 april:
- Nedstängning av alla skolor, utom förskolor.
- Nedstängning av de flesta offentliga institutioner (teatrar, bibliotek, museum osv.)
- Kritisk personal undantas från lagstiftning om arbetstid och semester, i såväl privat som offentlig sektor.
- Antalet personer som får träffas offentligt begränsas till 10, och människor över 70 år ombeds undvika social kontakt om möjligt.
- Närstående förbjuds besöka hälso- och sjukvårdsinrättningar, utom närstående till svårt sjuka personer och barn.
- Hälso- och sjukvården liksom socialtjänsten får utökad kapacitet, i såväl offentlig som privat sektor, medan sådan aktivitet som är av mindre allvarlig karaktär begränsas eller skjuts fram.
- Förberedelser för nedstängning av gränser, och medborgare eller personer med uppehållstillstånd som återvänder sätts i en två veckor lång karantän.

Åtgärderna förlängdes till 13 maj 2020 under en presskonferens 30 mars. Då konstaterade även undervisningsminister Li Andersson (VF) att skolorna eventuellt hålls stängda hela våren. Man skärpte även gränsen mot Sverige, och begränsade bland annat pendlingstrafiken mellan Sverige och Finland ytterligare.
27 mars 2020 röstade Finlands riksdag enhälligt för att stänga gränserna till Nyland, där flest fall bekräftats, för att försöka dämpa epidemins spridning i övriga landet. Restriktionerna började gälla följande midnatt. I Nyland bor nästan en tredjedel av Finlands befolkning, och huvudstaden Helsingfors ligger i landskapet. Resor till och från Nyland förbjöds utan giltig anledning. Varutransporter berördes inte, och heller inte arbetsresor eller om det fanns giltiga personliga skäl. Några hundratal poliser, i samarbete med Finlands försvarsstyrkor, användes för att säkerställa att restriktionerna följdes.
15 april 2020 öppnades gränserna mellan Nyland och övriga landet igen. Finlands statsminister Sanna Marin (SDP) och justitieminister Anna-Maja Henriksson (SFP) konstaterade dock att det berodde på att en förlängning skulle sakna rättslig grund, inte att det var något man önskade att göra. Medborgare ombads att fortsätta undvika resande. Samtidigt skulle polisstyrkornas resurser och arbete fokuseras om, bland annat på att motverka våld i hemmen, vilket ökat kraftigt under pandemin med rekommendationerna om social distansering.
20 mars 2020 lanserade regeringen ett stödpaket på 15 miljarder euro för att stötta företag och individer som påverkats ekonomiskt av nedstängningen. Det var tio miljarder mer euro än tidigare stödpaket från 16 mars.
Den finska regeringen och riksdagen hade i april 2020 börjat förbereda en exit-strategi för hur man ska lätta på restriktionerna och öppna upp samhället igen.

## Händelseutvecklingen sen vår och sommar 2020
Den 15 april hävdes reserestriktionerna mellan Nyland och resten av landet. 4 maj 2020 beslutade regeringen att häva vissa restriktioner enligt ett schema. Biblioteken tilläts genast återuppta utlåningsverksamheten.
Den 14 maj öppnades daghem och grundskolor för normal verksamhet och begränsningar på andra utbildningsinstitutioner togs bort. Internationella resor i arbetet inom Schengen tilläts och utomhussporter på arenor tilläts med vissa begränsningar.
1 juni 2020 tilläts 50 personer på sammankomster, och det blir tillåtet att äta på restauranger (inte bara hämtmat) och sporttävlingar tillåts båda med specialarrangemang och offentliga inomhusplatser öppnas gradvis.
Ett regeringsbeslut av den 11 juni tillät resande från Baltikum och nordiska länder utom Sverige att komma in i Finland utan 14 dagars karantän, från 15 juni 2020. De andra reserestriktionerna förblev i kraft. Från 1 juli tilläts 500 personer på utomhusarrangemang om det är möjligt för deltagarna att hålla avstånd.
Den 8 juli meddelade regeringen att gränskontrollerna för resande mellan Finland och flera EU- och Schengenländer med låga tal för smittspridningen skulle avlägsnas. Också arbetsresor och andra nödvändiga resor tilläts från 11 länder utanför Europa. Detta trädde i kraft 13 juli.
Gränskontrollen sattes åter in för resande från Österrike, Slovenien och Schweiz den 27 juli på grund av stigande smittotal i dessa länder. Vid samma tillfälle blev resandet fritt från nio länder utanför EU.
Den 3 augusti öppnade en teststation för covid-19 för ankommande passagerare vid Helsingfors flygplats. Samma dag bekräftade THL att de kommer att rekommendera munskydd på offentliga platser där det är omöjligt att hålla avstånd.
Den 4 augusti släpps en smarttelefonapplikation för att underrätta personer som haft kontakt med personer som varit infekterade. Det var en försöksversion för Helsingfors stad och anställda i Birkalands sjukvårdsdistrikt. Applikationen skulle bli allmänt tillgänglig för alla den 31 augusti.
Den 13 augusti kom THL:s rekommendation att bära munskydd då trängsel inte kan undvikas. Detta gällde i alla regioner utom Norra Karelen, Östra Savolax och södra och Mellersta Österbotten och gäller inte barn under 15 år.

## Finlands reaktion på andra vågen 2020
En applikation för att spåra coronaviruset släpptes den 31 augusti och myndigheten trodde att den skulle ha 1 miljon användare inom en månad, men 1 miljon användare nåddes på 24 timmar.
Enligt regeringsbeslut den 10 september höjdes gränsen för hur hög incidensen kan vara i ett land innan inresa till Finland förutsätter karantän, till 25 bekräftade fall per 100 000 innevånare under två veckor. Personer som ankom från länder med fler fall skulle enligt transportminister Timo Harakka testa sig för viruset sars-cov-2. Lagen om testet började gälla i oktober.Mall:Förtydligande Genom detta beslut öppnades gränsen mot Sverige och Norge för fritt resande den 19 September, liksom för ytterligare fem EU-länder och 10 utomeuropeiska länder.
Den 22 september rekommenderade regeringen att bestämmelser om karantän för personer från Sverige och Estland åter skulle gälla från den 28 september. Båda länderna har en större smittspridning än karantängränsen. Den 22 september berättade THL att de kommer att införa regionala munskyddsrekommendationer gällande offentliga platser i de områden där smittspridningen ökar. Den 24 september började Finland använda hundar för att spåra viruset.
1 oktober 2020 meddelade THL att antalet bekräftade fall i Finland överskridit 10 000 personer. Den 30 oktober registrerades 344 nya fall, vilket var nytt rekord sedan pandemins början. Finland införde rekommendation på munskydd i hela landet den 1 oktober.
Finland mottog sin första sändning av Comirnaty (BioNTechs och Pfizers COVID-19-vaccin) den 28 December 2020. Vaccinationerna inleddes följande dag, med intensivvårdspersonal på Helsingfors universitetssjukhus som de första vaccinerade. 
Den 28 december rapporterade Finland första fallet av covid-19-varianten alfa. Samma dag upptäcktes den sydafrikanska varianten också i Finland hos två personer.
I februari 2021 trodde man att man hittat en ny variant av viruset i Finland. Varianten döptes till Fin-796H och hade vissa mutationer som tidigare hade upptäckts i brittiska och sydafrikanska varianter av viruset. Det konstaterades senare att varianten hade upptäckts tidigare i Nigeria och Storbritannien. Under våren 2021 tog alfavarianten över smittspridningen i Finland och stod för 76 % av fallen.
Den andra vågen drabbade Finland betydligt hårdare än första vågen vilket framgår av följande tabell. Möjligen har en lägre testfrekvens under förstavågen våren 2020 gjort att antalet registrerade fall blivit lägre, men från oktober 2020 till juni 2021 registreras över 80 000 fall, åtta gånger fler än våren 2020, och det måste tolkas som större smittspridning även om dödsfallen bara knappt tredubblas. Vaccinationerna inverkar och sänker dödstalen.
Dödligheten i covid-19 var högst i Finland under första vågen med 43 döda registrerade 21 april 2020 och 195 döda i hela april månad 2020. Månadsrekordet för antalet smittade nåddes i augusti 2021 under fjärde vågen, med 20 380 nya fall. Antalet döda har inte stigit i samma mån, framförallt för att de flesta redan var vaccinerade, i synnerhet i riskgrupper och äldre åldersgrupper.
| Datum                                                                                             | Smittade | Smittade senaste månaden | Avlidna totalt | Senaste månaden     | Vaccinerade 1 dos  | % av befolkningen vaccinerade med 1 dos | Vaccinerade 2 doser |
| ------------------------------------------------------------------------------------------------- | -------- | ------------------------ | -------------- | ------------------- | ------------------ | --------------------------------------- | ------------------- |
| 1 oktober 2020                                                                                    | 10 565   | 2 229                    | 344            | 9                   | 0                  |                                         | 0                   |
| 1 november 2020                                                                                   | 16 667   | 6 102                    | 358            | 9                   | 0                  |                                         | 0                   |
| 1 december 2020                                                                                   | 26 512   | 9 845                    | 399            | 14                  | 0                  |                                         | 0                   |
| 1 januari 2021                                                                                    | 36 777   | 10 265                   | 561            | 41                  | ?                  | ?                                       | ?                   |
| 1 februari 2021                                                                                   | 46 316   | 9 539                    | 677            | 116                 | 145 557            | 2,6                                     | 18 203              |
| 1 mars 2021                                                                                       | 59 320   | 13 004                   | 750            | 73                  | 384 476            | 7,0                                     | 82 062              |
| 1 april 2021                                                                                      | 78 992   | 19 672                   | 846            | 96                  | 930 842            | 16,8                                    | 89 364              |
| 1 maj 2021                                                                                        | 87 824   | 8 832                    | 914            | 68                  | 1 692 571          | 30,6                                    | 168 614             |
| 1 juni 2021                                                                                       | 92 933   | 5109                     | 956            | 42                  | 2 476 284          | 44,8                                    | 500 403             |
| 1 juli                                                                                            | 96 372   | 3439                     | ?              | 72 (juni - augusti) | 3 349 834 (2 juli) | 60,6                                    | 1 113 106 (2 juli)  |
| 1 augusti                                                                                         | 108 302  | 11 930                   | ?              | 72 (juni - augusti) | 3 696 811          | 66,8                                    | 1 956 543           |
| 1 september                                                                                       | 129 213  | 20 380                   | 1028           | 72 (juni - augusti) | 4 030 266          | 72,9                                    | 2 835 249           |
| 1 oktober                                                                                         | 142 114  | 13 570                   | 1078           | 50                  | 4 137 346          | 74,8                                    | 3 474 538           |
| 1 november                                                                                        | 160 755  | 18641                    |                |                     |                    |                                         |                     |
| - Finnish Institute for Health and Welfare (THL) (uppdateras dagligen) - Johns Hopkins University |          |                          |                |                     |                    |                                         |                     |

## Sjukvårdssituationen i Finland

### Bristen på material och utrustning
I slutet av februari 2020 beräknade den finska regeringen fortfarande att det kommer att finnas tillräckligt med skyddsutrustning för vårdpersonal. 12 mars 2020 sade social- och hälsovårdsminister Aino-Kaisa Pekonen i parlamentet att det finns rikligt med skyddsutrustningen. och att det finns ett säkerhetslager. Men 2012 hade pandemiplanen för en influensapandemi inte genomförts. Det fanns i själva verket bara lite skyddsutrustning på vissa sjukhus och behandlingsenheter och bara måttliga mängder på andra sjukhus. Engångsregnrockar köptes in till Helsingfors sjukhusdistrikt och Nyland (HUS). Det fanns inget behov av dem i HUS-området. En svarande politiker sa när sjuksköterskeförbundet frågade, att chefen för lagret hade sagt att andningsskydden snabbt skapades av hushållspapper, häftklamrar och gummiband vid brist på skyddsutrustning.
Det centrala lagret för byrån för nationell försörjningssäkerhet (IGC) startades den 23 oktober 2005. Den 13 mars 2020 gjordes IGC:s första försök att inhandla sjukhusandningsmasker från Kina men det misslyckades. IGC hade betalat affärsmän för masker som inte höll standarden för sjukhu. Bristen på skyddsutrustning vid finskasjukhus ökade under april 2020. Bristen kvarstod var gäller skyddskläder och visir i maj 2020.I maj började produktionen av ansiktsmasker och rengöringen av dessa i Finland. I juni fanns det tillräckligt med skyddsutrustning men försörjningen av högkvalité andningsmasker typ FFP2 och FFP3 var liten och otillräcklig. I november 2020 hade masker gjorda av finska tillverkare ännu inte godkänts på grund av att testlaboratorierna var överhopade med arbete

### Ventilatorer och personal
Myndigheterna uppskattade att det skull bli brist på ventilatorer om det nya viruset fick stor spridning. Enligt de tekniska bolagen Mariachi och Innocal Medicalkunde tillverkningen av ventilatorer och annan medicinsk utrustning ökas i Finland om spridningen av viruset fordrade det.

### Vård och intensivvårdsresurser
I mars 2020 fanns 11 000 sjukhusplatser i Finland, varav 300 fullt utrustade intensivvårdsplatser 200 platser för andningsassistans. Antalet räknade man kunna fördubbla om det behövdes. Lokaler uppskattades vara tillräckliga om förebyggande åtgärder mot sjukdomen lyckades. I maj förberedd sjukvårdsdistriktet i Helsingfors och Uusimaa för en andra våg av covid-infektioner genom att experimentera med ett tillfälligt sjukhus i Meilahti parkeringshus.

## Sjukvårdsbelastningen
Antalet sjukhusvårdade nådde drygt 200 i april 2020 med maximalt 82 intensivvårdade. Detta var också den månad då flest dog av sjukdomen i Finland. I december 2020 nådde andra vågen sin topp med 249 sjukhusvårdade och med 42 patienter på IVA den 29 december. Tredje vågen toppade med 254 sjukhusinlagda och med 23 patienter på intensivvården. Fjärde vågen har varit flack men i augusti nåddes 32 inlagda på IVA men inte fullt hundra sjukhusinläggningar. Eftersom smittspridningen var störst i augusti 2021 talar det för att vaccineringar kraftigt reducerade antalet svårt sjuka patienter. Situationen förvärrades dock under senhösten, med 299 på sjukhus och 38 i intensivvård i mitten av november. Covid-19-patienter har flyttats från huvudstadsregionens sjukhus på grund av hög belastning, fler intensivvårdplatser har inrättats och viss övrig verksamhet har uppskjutits.

## Vaccineringar
I början rådde brist på vaccinationer och det präglade situationen till slutet av januari 2021. I början var målet att skydda vårdpersonal och riskgrupper. Personer under 70 började vaccineras i maj 2021. Men den resterande befolkningen trodde man att den skulle vaccineras i slutet av året 2021. I Oktober 2021 var personer med utländskt påbrå i Helsingfors storstadsområde överrepresenterad i antal sjukhusinläggningar. Det berodde åtminstone delvis på lägre vaccinationsgrad än hos andra innevånare i området. I området Esbo i slutet av september 2021 var bara 36 % av personer med främmande språk som förstaspråk fullvaccinerade medan 67 % av svensk och finsktalande hade fått 2 doser. För första dosen var siffrorna 54 % för de som hade utländskt ursprung medan 83 % av finsk och svensktalande hade fått sin första dos. Misstänksamheten var stark mot vaccinet ibland immigranter i augusti 2021. Vi denna tid var desinformationen att vaccinet orsakade infertilitet allmänt spridd bland de som flyttat till Finland från mellersta östern. Det finns inga bevis för att vaccinet mot covid-19 påverkar reproduktionsförmågan fram till oktober 2021.
Finland räknar med att slopa restriktionerna mot smittspridning av covid-19 i mitten av oktober 2021. Det kan gå snabbare än så. När 80 procent av alla som är över tolv år gamla i Finland är fullt vaccinerade kommer restriktioner att slopas helt.